# プリニウス (漫画)
『プリニウス』（ラテン語: PLINIVS）は、ヤマザキマリととり・みきの合作による日本の歴史漫画。紀元1世紀のローマ帝国の著述家で、古代最大の博物辞典である『博物誌』を著した大プリニウスを描く。
『新潮45』（新潮社）誌上にて2014年1月号（2013年12月18日発売）より連載を開始し、同誌の休刊後は『新潮』（同社刊）に移籍して2019年1月号（2018年12月7日発売）より連載。2023年3月号（2023年2月7日発売）で完結。また、2018年12月28日より同社のwebコミック『くらげバンチ』でも掲載、閲覧が可能である。『新潮』での漫画掲載は本作が初の事例となる。
プリニウスによる『博物誌』は、天文地理・動植物・文化技術一般に至るまでの世界のあらゆる事象を網羅しようとしたためられた古代における一大百科事典であり、中世に入って後も多くの学者・文人に愛読され、その記述を様々に引用されてきた。しかし実証主義の発達した近世以降は非科学的な内容の多さや荒唐無稽な怪物の記述などを批判されるようになり、見当外れで噴飯ものの「奇書」としてまともに顧みられることはなくなった。しかしヤマザキ・とりは、自然現象や動植物の精緻な記述のある一方で幻想的・空想的なものも等価に扱う姿勢に着目し、科学性・合理主義にそぐわないものを切り捨てる近代的思考とは異なった編纂方針に関心を持ち、そのように物事を分け隔てなく扱う並列性を魅力と捉えている。
ただし実在のプリニウスがどういう人物であったかはあまり記録が残っておらず、作中の人物像はヤマザキが『博物誌』からイメージを膨らませて作った創作である。ヤマザキはモデルとして19世紀後半から20世紀前半にかけて活躍した日本の博物学者・南方熊楠を挙げ、「世界を丸ごと把握したいという好奇心とそれに傾けるバイタリティ」の強さをプリニウスとの共通点とし、両者を共に「愛すべき変人」と評している。その他にもプリニウスに興味を持ったきっかけとして、ヤマザキ・とり双方がファンである作家・澁澤龍彦を挙げている。作中では『博物誌』に記載されている半魚人（ネレイス）・マンティコーラス（マンティコア）・ウニコルヌス（ユニコーン）といった奇怪な生物達が実在のものとして登場し、さながらプリニウスの旅を遠巻きに見守っているかのように描かれる。
2024年に第28回手塚治虫文化賞マンガ大賞を受賞する。

## あらすじ
紀元79年、イタリア半島南部に位置するウェスウィウス山が大噴火を起こした。噴煙が天を突かんばかりに立ち昇り、あたり一帯が灰によって晦冥する中、しかしその様子を飽きもせずに眺める続ける男がいた。男の名はプリニウス。被害状況を視察するために近郊のヘルクラネウムに赴いたローマ帝国の高官であるが、街の住民が逃げ惑う中、この男のみはいささかも動じず噴火活動の観察に余念がなかった。泰然自若としたその姿は動揺を押し殺すための虚勢であるのか、はたまた自然の摂理を知悉する余裕によるものかは窺い知れない。それは書記のエウクレスにとっても同様であった。帝国西部艦隊の提督であり、ローマ世界を代表する文人であり、八宗兼学の博物学者である主。この世の森羅万象を知り尽くしたその頭脳が果たして何を思うのか、長く仕えてきた自分であっても知ることはできない。エウクレスがこの主と出会ったのも、奇しくも火山の噴火がきっかけであった――。
紀元62年、シキリア島のマグナ・グラエキアに住んでいた青年・エウクレスはエトナ山の噴火により家を失い、属州総督代行として被害視察に来ていたプリニウスと邂逅した。泉のように湧き出るプリニウスの博物談義に魅了されたエウクレスは、誘われるままに口頭記述係となり、護衛兵のフェリクスと共にその従者となったのだった。やがてシキリア各地を巡察する中、プリニウスに首都ローマへの召還命令が下される。ローマでは皇帝ネロの暴政が日増しに激しくなっていた。若くして即位したこの皇帝は自らが帝権を持つ器でないことを自覚し、半ば自暴自棄となって懶惰な生活を送っていた。グラエキア（ギリシア）文化に耽溺し、愛妾・ポッパエアとの閨事に淫して、気に入らない者を片っ端から追放・処刑していた。常々皇帝を畏れようとしないプリニウスが気にくわず、宮廷に呼びつけられたプリニウスは例によって不遜な態度を崩さずにネロの不興を買う。しかし一方で、ネロはその該博な知識と帝威に決して媚びない気骨には一目置いていており、力ずくでも自身を宮廷に仕えさせようとしていると知ったプリニウスは、ひとまずローマを離れることにする。
エウクレスとフェリクスを伴い、プリニウスは南伊に足を向けた。ところがカンパニアに至るや井戸の水が枯渇し、夜空には赤い月が昇るなど、様々な異常現象が起こった。怪事に人々が慄く中、ウェスウィウス山の麓のポンペイで大きな地震が起こり、古の文献を渉猟したプリニウスはウェスウィウスがかつて火山であったという記録を見つける。現在は静かにそびえるかの山がもしも火山であるならば、今般の地震は来るべき大噴火の予兆やもしれぬ。ひるがえってローマの宮廷では、醜悪な政争が飽くことなく続いていた。かつては実母を手にかけたネロであったが、此度はポッパエアにそそのかされて后を自害に追いやったという。宮廷の醜聞はほどなくプリニウスの耳にも届き、叡智を幸福のために活かせぬことに憤激したプリニウスは、ウェスウィウス山に「目覚めよ！」と咆哮する。古の記録のごとくウェスウィウスが火山であるならば、その炎と煙と灰によってこの醜い世界を呑み込んでしまえば良い。噴き上げる地獄の業火が、愚かな人間どもに自らの所業を省みる機会を与えるであろう。
書物だけでは世界の実相はつかめないと考えたプリニウスは、未知の世界への探索行に出ることを決意する。地中海を船で南下したプリニウスは、中途で動物と心を通わせる奇妙な子供を拾い、アフリカに上陸する。カルタゴで旧知のアフリカ属州総督・ウェスパシアヌスと再会したプリニウスは、親衛隊長官・ティゲリヌスの噂を聞く。皇后の座を手に入れたポッパエアの引き立てによって最側近となったこの男は、ネロを享楽生活に溺れさせ、ポッパエアをも操り宮廷を壟断しているということだった。砂漠を渡ったプリニウス達は、エジプトのピラミッドを探訪する。一行が古代文明の遺構に感嘆の声を上げる中、しかしローマでは大厄災に市民達が叫声をあげていた。帝都が大火に包まれ炎上するという、史上未曾有の大災害である。
猛火は市街の三分の二を焼き、「永遠の都」と謳われた栄耀は灰燼に帰した。旅先より急遽戻ったネロは災害復興の指揮を執るものの、市中にはネロが火をつけたという噂が立ち、悪政に憤懣を持つ市民の間で瞬く間に広まっていった。もはやネロの統治を容認できないとする有志達が皇帝暗殺を企てるも、直前で発覚。暗殺計画を知ったネロは逆上し、関係者のことごとくを惨刑に処す。大火の裏側には奸臣・ティゲリヌスの暗躍があった。ひそかにネロの破滅を目論み失脚させんとするこの男は、市民から反感を持たれているキリスト教徒をそそのかして火をつけさせたのだった。そして大火の真相に気づいたポッパエアをも死に追いやり、その死は惨禍による憔悴の中で平常心を失いつつあったネロを苛み、いよいよその精神を蝕んでゆく。プリニウスの旅はアフリカを離れ、ローマ文明の起源の地・グラエキアへと達した。ピラミッド・アレクサンドリアの大灯台と並ぶ七不思議として名高いヘリオスの巨像を見んとロドス島へと船を進めるもローマ兵に拘束され、オリンピア大祭に出場するためにコリントスに行幸していたネロと再会する。ケシ（阿片の原料）の丸薬を常飲するようになったネロは、自らをヘリオスやアポロンさながらの太陽神と同一視するようになり、完全に心を病んでいた。ティゲリヌスの讒言にのせられて東部方面司令官・コルブロを自死させネロの行いは、市民に衝撃を与え、暴政の数々に憤激していた元老院もついにネロの治世を終わらせる決意を固める。

## 主な登場人物
プリニウス
本作の主人公。ローマ帝国の高官にして文筆家。卓越した知性と飽くなき好奇心の持ち主で、森羅万象のすべてを探求し記録することを生涯の目標と定める怪人物。博覧強記ともいうべき知識をその頭脳に詰め込んでいるものの、海に半魚人が現れたと聞けば飛んでゆき、昆虫の死骸や動物のフンを盛り込んだ不気味な薬の処方を延々と語るなど、奇行も多い。が、「変人学者」と嘲笑う声も意に介さず、探究心の赴くままに自らの信ずる学問の道を驀進している。
偏屈者で、無学な俗物とのつきあいを好まない。誰に対しても飄々とした物腰を崩そうとせず、暴君ネロの御前においてもふてぶてしい態度を隠そうともしない。人間観察にはうってつけとして、酒場や娼館のごった返すローマ一物騒なトラステヴェレ地区に好んで邸を構えている。かつてはローマ軍に籍を置き、紀元40年代のゲルマニア遠征では騎馬部隊を統率していたこともある。とはいえ身体は決して頑健な方ではなく、喘息の持病がある。
エウクレス
プリニウスの書記。シキリア島のマグナ・グラエキア生まれのグラエキア人の若者。エトナ山の噴火によって家を失うが、被害調査のために属州総督代行として赴任してきたプリニウスと出会い、その博識に感銘を受けて口頭記述係として仕えることとなる。
グラエキア語とラテン語の文法学を修めたため、両言語に通暁している。常にタブラエ（蝋板）を離さず、プリニウスの口から出る言葉を片言隻句まで記録することを義務づけられている。
フェリクス
ローマ軍団の兵士。プリニウスの護衛を務める。見た目は禿頭で痩身の冴えない中年男だがパンクラチオンの達人で、数人がかりで襲ってきた無法者を簡単に返り討ちにしてしまうなど、腕っぷしの強さは護衛兵の職責に恥じぬものがある。
愚痴ばかり繰り返す女房と5人の子持ち。女性に弱く、旅先で美女と巡り遭うとたちまち夢中になるものの、家に帰れば女房の尻に敷かれてまったく頭が上がらない。また、ヘビが嫌いで大の苦手としている。
名前のない子供
プリニウス達がアフリカへの旅の途上で遭遇した幼い子供。カルタゴへ向かう海上で出遭い、航海に関して大人顔負けの知識を持っていたことから、以後プリニウスの一行に加わる。何故か名前を名乗らず素性もはっきりしないが、船乗りの父親と一緒に船に乗っていたところを海賊に襲われ、天涯孤独の身となった模様。動物と心を通じ合わせる不思議な力を持っており、「フテラ」と名付けたカラスを飼っている。
カルタゴでバアル神の像に拝礼していたことから、フェニキア系であることが示唆されていたが、プリニウスらが西アジアのフェニキア人の故地・ティルスを訪れた際に母親と再会し、プリニウス一行と別れることとなる。少年のような風貌で一人称も「ぼく」だが、本名は「タニティア」という少女であった。
プラウティナ
ブリタニア人の少女。トラステヴェレ地区の娼館で娼婦として働いており、喘息の発作を起こしたプリニウスのために医師・シレノスを探して娼館を訪ねたエウクレスと出会う。唖で言葉を喋ることができないためにその素性は不明だが、エウクレスは苦界に身を置くその姿に心を痛め、彼女に想いを寄せるようになる。自らの不遇な生の支えとして、新興宗教のキリスト教に帰依している。
お忍びで娼窟を散策していたネロに見染められ、たびたび嗜虐的な欲望の餌食となった。やがて捕らえられて監禁され、ネロは悪罵を投げつけて虐待する一方で赤子のようにすがりついて号泣するなど、歪んだ愛情をこの娘に注いだ。ローマ大火後に起こった地震によってネロの元から逃げ出すも奴隷商人に囚われ、数奇な偶然からプリニウスの邸を宰領する女中に買い取られる。その後は「プリシラ」という名で働くこととなり、邸に来る前より身籠っていた子を産むが、作中では明記はされないもののネロの子であることが示唆されている。
ネロ
ユリウス＝クラウディウス朝5代皇帝。若くして帝位に即くものの、皇帝として相応しい器量はない。自らもそれを自覚しているために自暴自棄となり、傾倒するグラエキア文化に耽溺しながら偸安の毎日を送っている。感情の振幅が激しく情緒が極めて不安定で、家臣や市民達が自分を馬鹿にしているのではないかと常に邪推し、神経症的不安に悩まされている。自らの絶対権力を持て余し、気に入らない者を片っ端から追放・処刑して、果ては実母や前妻のオクタヴィアまで手にかけ、孤独を深めている。皇帝である自身が優雅な生活をすることが市民の喜びと誇りになると信じ、贅を尽くした建築道楽に耽って国庫を大いに疲弊させ、ローマ大火後はドムス・アウレア（黄金宮殿）の造営に熱中して顰蹙を買った。ストレスから過食症に陥り、病的に肥満している。ポッパエアの死後は侍医から与えられたケシの丸薬を愛飲するようになり、阿片の原料ともなるこの薬によっていよいよ精神の平衡を失った。
皇帝の威光を畏れないプリニウスを快く思わず、何かにつけて目の仇とした。しかしその一方でプリニウスの博識ぶりには一目置き、また他の家臣と違って自身に決して媚びない気骨も買い、「下心のない生の言葉が欲しい」として側近になるよう懇願したこともある。
ポッパエア
ネロの愛妾。妖艶な魅力を持つ美女で、ネロに気に入られてその寵姫となる。生後間もなく父を亡くし、母も先帝クラウディウスの皇后メッサリーナに自害に追い込まれたために若くして騎士階級の男と結婚し、苦労を重ねた。そのため権力志向が強く、ネロの力を傘に着て権勢を振るい、ついにはネロをそそのかして先妻のオクタヴィアに不貞の罪を着せて死に追いやり、皇后の座を奪い盗った。クレオパトラに憧れて豪奢な生活を好み、高価な宝飾集めにうつつを抜かすなど、市民からの評判は極めて悪い。
ネロとの関係を自らの権勢のための手段としてしか考えていなかったが、ローマ大火後にネロの子を懐妊したことから、生まれてくる子のためにも自分が皇帝を支えなければならないとして、ネロに愛情を抱くようになる。しかし大火の真相に気づいたことによりティゲリヌスに毒殺され、その死は大火以降の混乱の中で憔悴しきっていたネロの精神を狂気へと傾斜させてゆく。
ウェスパシアヌス
軍司令官・執政官など様々な要職を歴任したローマ政界の実力者。かつては側近の一人としてネロを補佐していたものの、ネロの暴政と宮廷の腐敗に嫌気が差して政治の表舞台から身を引き、その後はアフリカ属州の総督としてカルタゴに飛ばされた。プリニウスとはかねてより親しく、探索の旅でアフリカに赴いたプリニウスと再会し、旅の労をねぎらった。
鷹揚で闊達な人柄の好人物。政界での交わりを好まないプリニウスもウェスパシアヌスには好意を持ち、『博物誌』の構想を熱く語った。
セネカ
ネロのかつての補佐役。ストア派の哲学者でネロの幼少期は侍講を勤め、帝位に即いてからはその治世を佐治した。が、ポッパエアとの結婚に反対したことから宮廷を追放され、以後は世を諦観した隠者のような日々を送っている。プリニウスとは古くから懇意で、たびたび書簡を交わしたり互いの邸を訪ったりするなど親交が深い。
ローマ大火後、友人のピソらが企てた皇帝暗殺計画の共謀を疑われ、ネロより自死を命ぜられる。プリニウスへの遺言として暗殺計画発覚後のローマを覆う恐怖政治を伝え、自ら手首を切って命を絶った。
ティゲリヌス
親衛隊長官。前任のブッルスの死後、ポッパエアの引き立てによって就任する。以後は最側近としてネロに近侍するが、密かにネロの破滅を謀る奸佞な心を隠し持っている。ポッパエアとは主従を超えた間柄で、ネロの目を盗んでは密通を繰り返し、夭折したものの不義の子まで成した。
自らの野望のためには手段を選ばない冷酷な男で、ネロに妻ポッパエアを寝取られたオトと通じてネロを破滅に追い込む策謀を巡らせている。民衆からの人気を心の支えとしていたネロを民衆から孤立させるため、ローマ大火を起こした。また、声望が高かったコルブロ将軍を死に追いやる、民生を犠牲にしてドムス・アウレア建造をはじめとするネロの奢侈を増長させ民衆がネロへの反感を抱くよう仕向ける、資産家や貴族に強引に罪を被せ財産を没収する恐怖政治を敷くなど、あらゆる奸計でネロの人気失墜・失脚を謀る。
レヴィテ
高級宝飾を扱うユダヤ人商人。ポッパエアに気に入られて頻繁に宮殿に伺候する。取り巻きの貴婦人連に宝飾を売りさばく傍ら、ユダヤ人に対する皇后の覚えをめでたくし、ユダヤ属州の庇護を乞おうとした。上流階級に接する機会を多く持つことから顔が広く、宮廷の裏表を知り尽くした事情通でもある。
敬虔なユダヤ教徒であるため新興の分派であるキリスト教を快く思っておらず、ティゲリヌスの命を受けてキリスト教徒をそそのかし、ローマ大火を起こさせた。しかし大火を不審に思ったポッパエアによって真相を突き止められ、首都警察に逮捕・拘束された。
コルブロ
帝国東部方面軍を統括する司令官。「ローマ一の名将」と讃えられる軍人で、帝国にとって最大の脅威であったパルティアとの間に和平を締結した。外交手腕も優れ、パルティアとの長年にわたる懸案であった衛星国・アルメニアを巡る問題をローマの優位のうちに決着させ、ローマ皇帝によるアルメニア王・ティリダテスの戴冠を実現させた。
しかしその人気が絶大であったために反ネロ派の間でも声望が高く、自身の与り知らぬところで皇帝推戴を見越したネロの暗殺計画が立てられ、ティゲリヌスの探索によって露見することとなる。コルブロ自身は関与していなかったものの娘婿が首謀者の一人となっていたことから、ティゲリヌスに猜疑心を煽られたネロの逆鱗に触れ、自死を賜ることとなる。軍人としての矜持を強く持つことから理不尽な命にも抗うことはなく、「私は十分にこれに値した」と語り従容と自死を受け入れた。
シレノス
ローマ在住のグラエキア人医師。首都でも屈指の名医として評判が高い。プリニウスとは軍医として参加したゲルマニア遠征で知り合い、20年来の長いつき合いがある。ケンカ友達ともいうべき間柄で、顔を合わせれば悪態をつきあっているものの、心の底では互いを信頼している。
娼館通いが趣味で、エウクレスがプラウティナと出会うきっかけとなった。
ローマ大火の際には民衆を率先して治療した。また、プラウティナに読み書きを覚える事を勧めた。
アルテミオス
プリニウスの書記。口頭記述係のエウクレスとは異なり、プリニウスの邸に留まって膨大な記録をまとめて清書する役割を与えられている。プリニウスの見聞・収集する知識に憑りつかれ、何年も邸に閉じ籠って『ゲルマニア戦記』を始めとする無数の著作を編纂した。
プリニウスの邸で働くようになったプラウティナに読み書きを教え、唖でも意思の疎通ができるよう指導した。
ミラベラ
ローマの女性水道技師。トラステヴェレ地区で年老いた祖父と共に水道業を営んでおり、無法者に恐喝されていたところをプリニウスらに救われる。
「ミラベラ」（圧倒的な美しさ）という名前にふさわしい美女だが芯の通った性格で、女性が事業を行うことへの偏見もものともせず、気丈に仕事をこなし続けている。
ラルキウス
冒険家。元はポンペイのワイン商の出身だったが、未知の世界に憧れて東方世界への冒険に旅立った。若いころは清々しい美青年だったが、現在では髪も髭も伸び放題のむさ苦しい親父に堕して見る影もない。
プリニウスとは南伊に足を向けた旅の端緒、スタビアエの蔵書家・ポンポニアヌスの紹介で知り合った。エチオピアの未開の地に住む奇妙奇天烈な人種に関するいかがわしい知識を吹き込み、プリニウスがアフリカ探索に向かうきっかけを作った。

## 制作
以前からプリニウスに興味のあったヤマザキは、「入浴」という日本と古代ローマの共通項を描いた『テルマエ・ロマエ』を執筆していたころより、「自然災害」という別の共通項を切り口に古代ローマを描くことを構想し、ヴェスビオス火山で亡くなったプリニウスを主人公とすること考えた。『テルマエ』連載終盤で、古代ローマの背景を描くアシスタントを探していたヤマザキにとりが声を掛け、それがきっかけで両者の交流が始まる。『新潮45』からエッセー連載の打診を受けたヤマザキは、とりとの合作によるプリニウスの漫画の構想を話し、これに編集長が大いに乗り気になったことで合作と連載が実現した。新潮社は塩野七生のローマシリーズを出版していたことから資料や取材に関するノウハウが他社より高く、そのことも連載実現の要因の1つとなった。
制作作業の内分けは、主にヤマザキが原作・ネーム・人物の作画を担当し、とりが背景・小物・最終仕上げを担当している。ヤマザキはイタリア在住なので、日本に住むとりとはeメールやスカイプを通してやり取りがなされる。評論家の夏目房之介は二人の共同作業を、「とりさんの鬼のように凝りに凝った背景と幻獣が、ヤマザキマリさんの物語に重厚さをもたらし、絵そのものを変えていく」と評している。両者で漫画共作を行うのは本作が初めてであり、連載に先立って、ウェブマガジン『日経ビジネスオンライン』にて2014年8月末から5週にわたり、両者が対談形式で世界の漫画事情を語るコラム「とりマリの『当事者対談』」を発表した。

## 賞歴
- 2014年 第18回文化庁メディア芸術祭マンガ部門審査委員会推薦作品[14]
- 2015年 第19回文化庁メディア芸術祭マンガ部門審査委員会推薦作品[15]
- 2024年 第28回手塚治虫文化賞 マンガ大賞 受賞[16]

## 書誌情報
『月刊コミック@バンチ』掲載の漫画のコミックスとなる「バンチコミックス」の特別レーベル「バンチコミックス45プレミアム」として販売されている。『新潮45』の休刊後は、通常の「バンチコミックス」レーベルに改められた。中国語版、スペイン語版、韓国語版、フランス語版などの翻訳版も刊行されている。
- ヤマザキマリ、とり・みき『プリニウス』新潮社〈バンチコミックス45プレミアム〉、全12巻
  1. 2014年7月9日発売、ISBN 978-4-10-771757-3
  2. 2015年2月9日発売、ISBN 978-4-10-771799-3
  3. 2015年9月9日発売、ISBN 978-4-10-771841-9
  4. 2016年6月9日発売、ISBN 978-4-10-771899-0
  5. 2017年2月9日発売、ISBN 978-4-10-771954-6
  6. 2017年10月7日発売、ISBN 978-4-10-772016-0
  7. 2018年7月9日発売、ISBN 978-4-10-772100-6
  8. 2019年4月9日発売、ISBN 978-4-10-772176-1
  9. 2019年11月9日発売、ISBN 978-4-10-772233-1
  10. 2020年9月9日発売、ISBN 978-4-10-772319-2
  11. 2021年7月8日発売、ISBN 978-4-10-772407-6
  12. 2023年7月7日発売、ISBN 978-4-10-772620-9
- ヤマザキマリ、とり・みき、新潮45編集部 (編)『プリニウス 完全ガイド』新潮社〈コミックバンチ45プレミアム〉
  - 2016年6月9日発売、ISBN 978-4-10-771897-6
美術史家 青柳正規、ローマ史家 本村凌二、実業家 出口治明、漫画評論家 夏目房之介、小野耕世らが寄稿もしくはヤマザキ・とりと鼎談を行っている。

## 関連イベント
- 2015年2月9日から2月22日にかけてリブロ池袋本店で原画展が開催された[13]。
- 2015年2月21日にジュンク堂書店池袋本店でヤマザキマリととり・みきのサイン会が開催された[13]。
- 2015年9月7日から10月17日にかけて三省堂書店カルチャーステーション千葉で原画展が開催された[2]。
- 2015年9月19日に日本マンガ塾でヤマザキマリととり・みきのトークライブが開催された[2]。
- 名古屋市博物館で開催される「世界遺産 ポンペイの壁画展」（2016年7月23日から同年9月25日）に併せて、2016年8月28日にヤマザキマリととり・みきによるトークショーが開催された[19]。